# Hartmut Augustin
Hartmut Augustin (geboren 4. April 1964 in Burg (bei Magdeburg)) ist ein deutscher Journalist.
Hartmut Augustin studierte in der DDR Journalistik und Geschichte an der Universität Leipzig. Ab 1991 war er Lokalredakteur, ab 1993 dann stellvertretender Lokalchef der Berliner Zeitung. 2001 wurde er dort zum Ressortleiter für Berlin/Brandenburg und blieb dies, bis er im Juni 2010 auf die Position des Chefredakteurs der Mitteldeutschen Zeitung wechselte. 2017 stellte die Zeitung unter seiner Ägide ihr komplettes Layout um. Zum 1. Februar 2022 beendeten beide Parteien die Zusammenarbeit im „besten beiderseitigen Einvernehmen“.
Augustin engagierte sich als Lehrbeauftragter an der Freien Universität Berlin, der Henri-Nannen-Schule in Hamburg, der Martin-Luther-Universität Halle/Wittenberg im Bereich Kommunikationswissenschaften mit den Schwerpunkten Regional- und Lokaljournalismus.

## Veröffentlichungen
- mit Hans-Ulrich Köhler (Hrsg.): Die Flutbürger: Das Hochwasser 2013 in Sachsen-Anhalt. Wie die Menschen die Folgen der Naturkatastrophe überwinden. Mitteldeutscher Verlag, Halle 2013, ISBN 978-3-95462-224-5.
- als Hrsg.: Berlins Gesicht der Zukunft: Visionen für die Architektur von morgen.Jaron, Berlin 2009, ISBN 978-3-89773-608-5.
- mit Brenda Strohmaier: Eine Weltreise durch Berlin: Lust und Leid einer internationalen Metropole: Porträts, Tipps, Adressen. Jaron, Berlin 2006, ISBN 3-89773-133-9.
- mit Christine Dankbar: Politische Orte: Wo die Entscheidungen fallen: Vom Café Einstein bis zum Reichstag. Jaron Verlag, Berlin 2004, ISBN 3-89773-116-9.